# Coenosia mesofulvata
Coenosia mesofulvata este o specie de muște din genul Coenosia, familia Muscidae. A fost descrisă pentru prima dată de Albuquerque în anul 1959. Conform Catalogue of Life specia Coenosia mesofulvata nu are subspecii cunoscute.